# Махорка
Махо́рка (лат. Nicotiána rústica) — вид травянистых растений из подрода Деревенский табак (Rustica) рода Табак семейства Паслёновых. Это очень мощный вид табака, содержащий в девять раз больше никотина, чем обычные виды табака.
Слово «махорка» происходит от названия голландского города Амерсфорт, славившегося своей табачной промышленностью в XVIII веке.

## Ботаническое описание

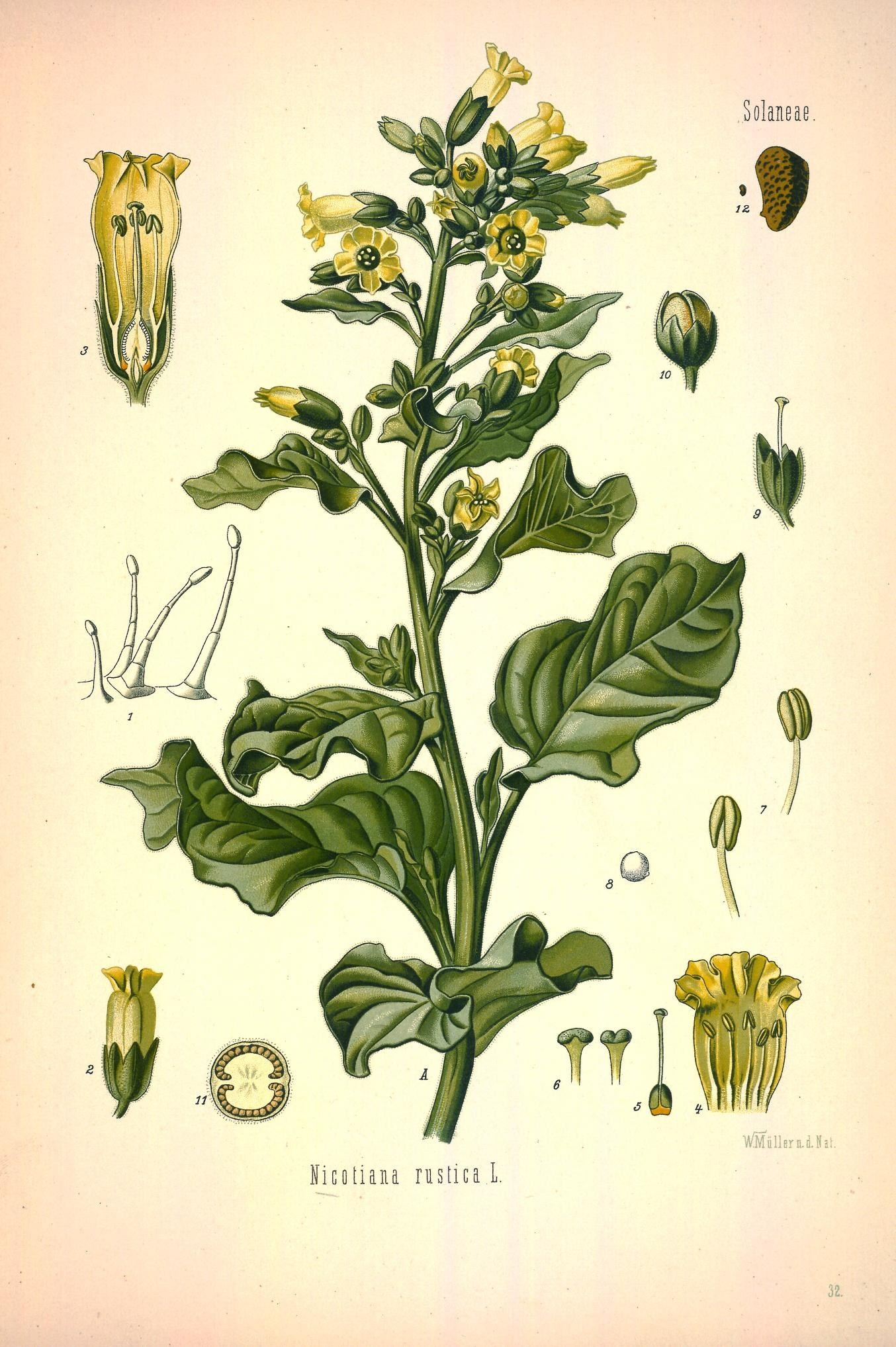

Цветки жёлтые или белые, трубчатые, правильные, спайнолепестные, с пятью короткими лопастями.
Листья круглые, основание листа получерешковое. Поверхность листа ворсинчатая, смолистая.
Растение легко адаптируется и растёт в любом климате и на любой почве.

## Химический состав
Как и другие виды растений рода Nicotiana, все части махорки содержат никотин (в сухих листьях — 5—15 %), норникотин, никотеин и анабазин, за исключением зрелых семян. Растение также содержит сравнительно много ингибиторов МАО класса бета-карболинов, включая гармин, гармалин и тетрагидрогармин, благодаря чему обладает некоторым энтеогенным действием и используется в шаманских практиках ряда коренных народов Америки.
В сухих листьях содержится 15—20 % лимонной кислоты.

## Хозяйственное значение и применение
В России махорку выращивают в южных районах и в средней полосе, но в меньших количествах, чем табак обыкновенный.
В Латинской Америке используют название «мапачо» для обозначения как самой махорки, так и папирос без фильтра. Приготовленный махорочный табак, скрученный в валики, называется «masatos».

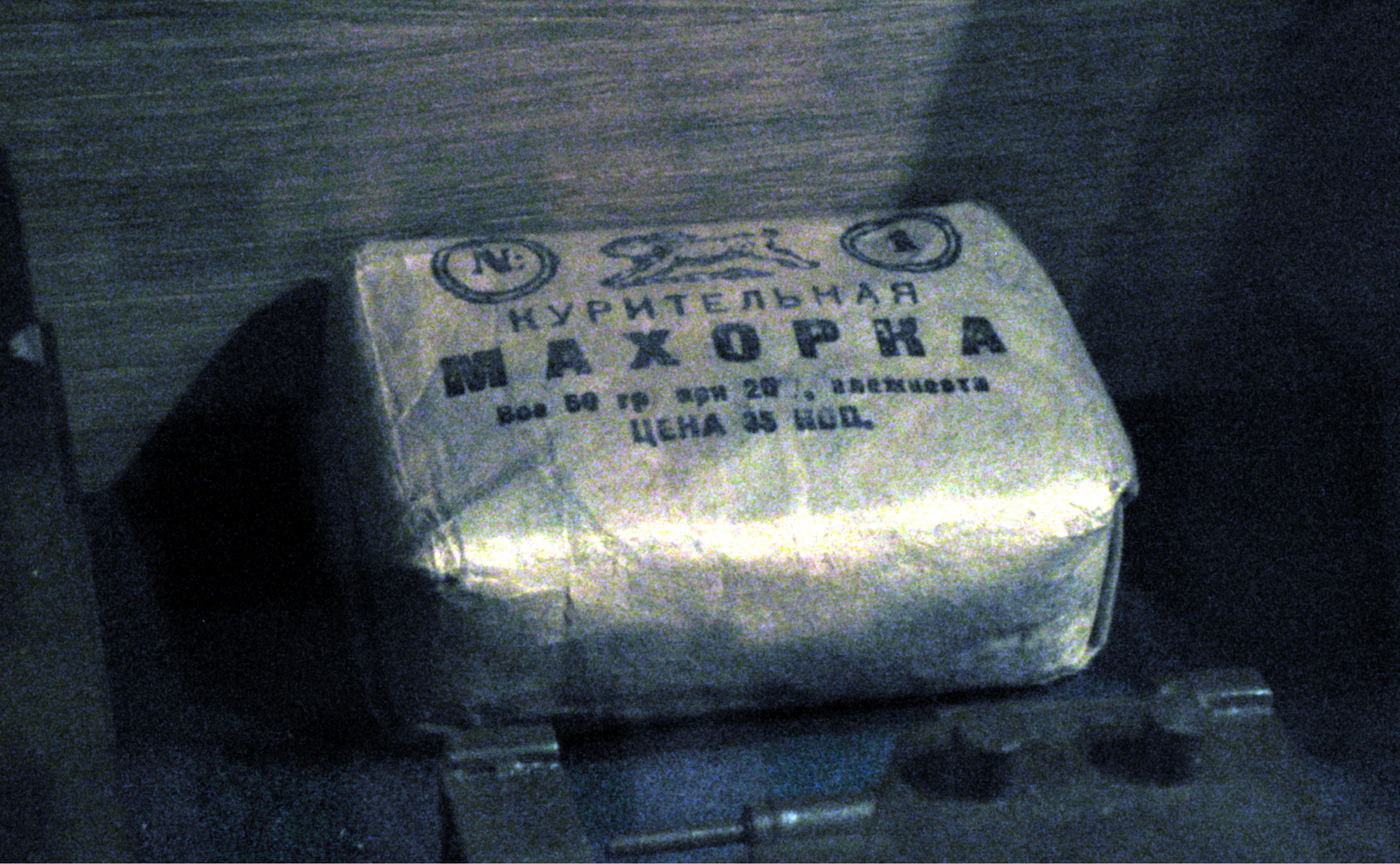
Пачка курительной махорки № 1 времён Великой Отечественной войны

Листья махорки после ферментации и сушки издавна используются для курения. Ранее из них получали лимонную кислоту, никотин для производства никотина сульфата (для борьбы с вредителями сельскохозяйственных культур) и никотиновую кислоту.
Часто используется вместе с другими лекарственными растениями для усиления их воздействия.
Жителями Латинской Америки используется для нейтрализации яда змей и раневых инфекций. Добавляется в напиток аяуаска и применяется шаманами-курандеро в ритуалах изгнания злых духов и очищения пространства.